# Zwierzyń
Zwierzyń – wieś w Polsce położona nad Sanem w województwie podkarpackim, w powiecie leskim, w gminie Olszanica.

## Części wsi
| SIMC    | Nazwa  | Rodzaj    |
| ------- | ------ | --------- |
| 0358552 | Załuże | część wsi |

## Historia
Dawniej też Zwierzyn lub Zwierzeń. Miejscowość wymieniana w lustracji królewskiej w 1580, Własność Kmitów. Dzieje podobne do pobliskiej Olszanicy.
W I połowie XIX wieku była własnością malarza Antoniego Stroińskiego. W 1848 roku w wyniku uwłaszczenia chłopów ziemia i budynki stały się własnością rolników mieszkających w Zwierzyniu. W połowie XIX wieku właścicielem posiadłości tabularnej Zubieńsko był Wiktor Złocki.
W latach 1975–1998 miejscowość administracyjnie należała do województwa krośnieńskiego.
W Zwierzyniu znajduje się elektrownia wodna, do której woda doprowadzana jest z Jeziora Myczkowskiego podziemnym tunelem długości ok. 300 m. Łączna moc zainstalowanych dwu turbin Kaplana wynosi 8,3 MW. Do budynku elektrowni prowadzi most przez San.

## Zabytki

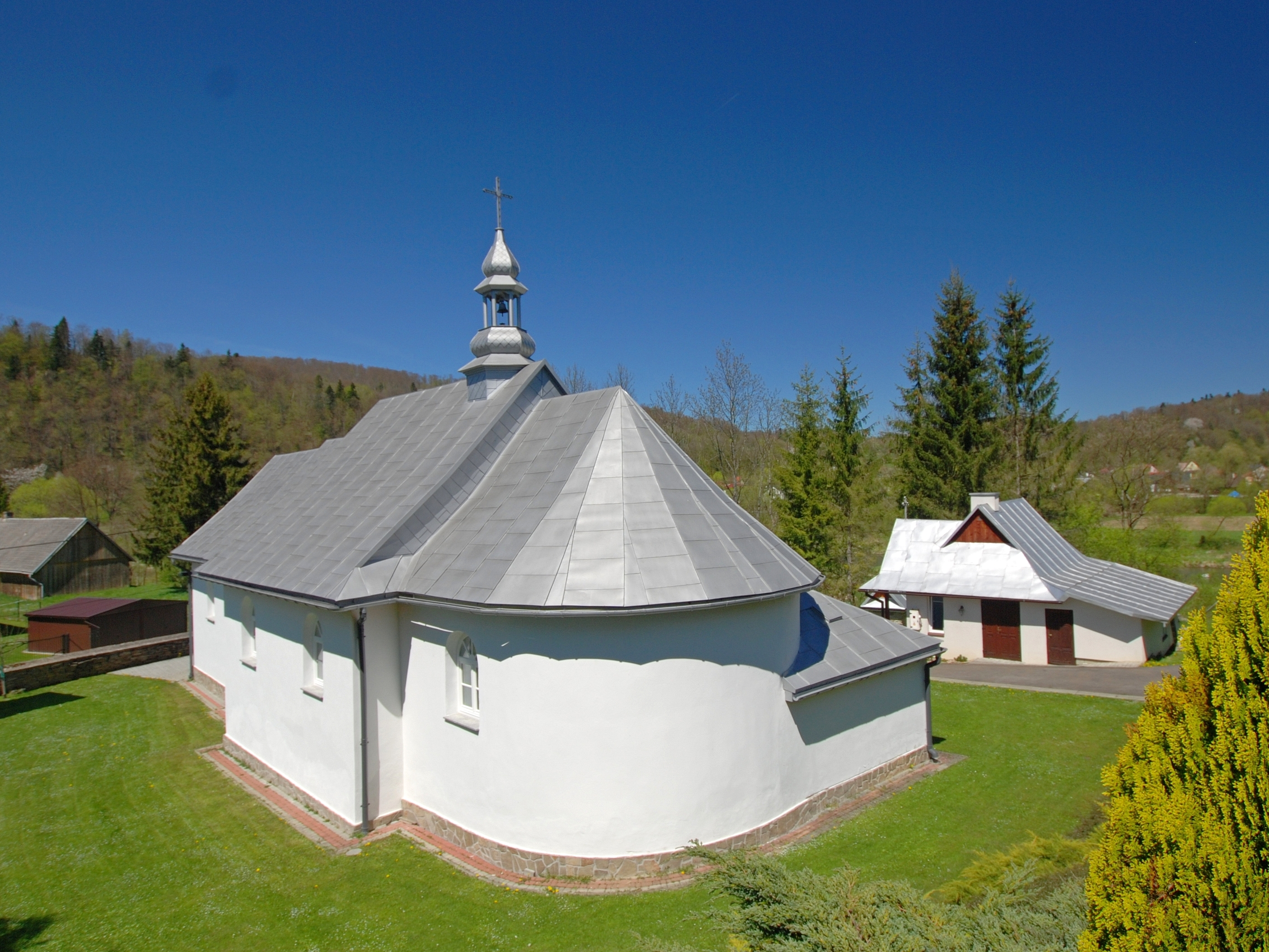
Cerkiew

- Cerkiew Podwyższenia Krzyża Świętego z XVIII w., od 1971 użytkowana jako kościół filialny św. Jana Chrzciciela należący do parafii w Myczkowcach.